# 太田誠一
太田诚一（1945年10月30日—2024年12月4日），现任日本自由民主黨古贺派代理会长。

## 经历
- 1980年至今8次当选众议员。
- 1985年任自民党金融问题调查会国际市场小委员会主査。
- 1988年12月任大藏政务次官。
- 1989年6月任自民党财政部会长代理、同党政治改革推进本部企划委员。
- 1993年1月任自民党财政部会长。
- 1993年8月任众议院规制缓和等特别委员会理事。
- 1994年退出自民党，加入自由党。1995年重新加入自民党。
- 1995年10月任自民党财政关系团体委员长。
- 1998年7月任小渊内阁总务厅长官，行政改革担当大臣，中央省厅等改革推进本部副本部长，青少年对策本部长。
- 1999年10月任自民党政治制度改革本部事务总长。
- 2000年12月任自民党政治制度改革本部长。
- 2001年5月任自民党行政改革推进本部长。
- 2008年8月再次入阁，任福田改造内阁农林水产大臣，但旋即因大米丑闻事件而辞职。

1. ↑  . 西日本新聞me. 2024-12-06  [2024-12-06]. （原始内容存档于2025-01-23） （日语）.